# Volley Vicenza 2022-2023
Questa voce raccoglie le informazioni riguardanti il Volley Vicenza nelle competizioni ufficiali della stagione 2022-2023.

## Stagione
Nella stagione 2022-23 il Volley Vicenza assume la denominazione sponsorizzata di Anthea Vicenza Volley.
Partecipa per la seconda volta consecutiva alla Serie A2, chiudendo il girone B della regular season di campionato al settimo posto in classifica: il settimo posto nella successiva pool salvezza ne determina la retrocessione in Serie B1.

## Organigramma societario
Area direttiva
- Presidente: Andrea Ostuzzi
- Team manager: Stefano Campana

Area tecnica
- Allenatore: Ivan Iosi (fino al 29 aprile 2023), Martino Volpini (dal 29 aprile 2023)
- Allenatore in seconda: Mattia Borini
- Scout man: Giorgio Tomasetto
- Assistente: Paolo Poli

Area sanitaria
- Preparatore atletico: Stefano Marconi
- Fisioterapista: Francesca Ghirini

## Rosa
| N° | Nome                      | Ruolo | Data di nascita   | Nazionalità sportiva |
| -- | ------------------------- | ----- | ----------------- | -------------------- |
| 3  | Dessaa Legros             | S     | 17 maggio 1995    | Stati Uniti          |
| 4  | Sonia Galazzo             | P     | 11 marzo 1997     | Italia               |
| 5  | Chiara Groff              | S     | 30 maggio 2003    | Italia               |
| 6  | Jessica Panucci           | S     | 6 maggio 1992     | Italia               |
| 7  | Florencia Ferraro         | P     | 22 luglio 2003    | Italia               |
| 8  | Ludovica Martinez Volskis | C     | 30 settembre 2005 | Italia               |
| 9  | Eugenia Ottino            | S     | 28 aprile 2001    | Italia               |
| 10 | Alice Farina              | C     | 26 giugno 2000    | Italia               |
| 11 | Júlia Kavalenka           | O     | 2 marzo 1999      | Portogallo           |
| 12 | Lisa Cheli                | C     | 11 maggio 1992    | Italia               |
| 13 | Silvia Formaggio          | L     | 26 settembre 2000 | Italia               |
| 14 | Lidia Digonzelli          | O     | 17 giugno 2005    | Italia               |
| 16 | Gaia Munaron              | S     | 24 aprile 2003    | Italia               |

## Mercato
| Acquisti | Acquisti                  | Acquisti              | Acquisti   |
| R.       | Nome                      | da                    | Modalità   |
| -------- | ------------------------- | --------------------- | ---------- |
| O        | Lidia Digonzelli          | Volley36              | definitivo |
| C        | Alice Farina              | Parella               | definitivo |
| P        | Florencia Ferraro         | Marsala               | definitivo |
| L        | Silvia Formaggio          | Hermaea               | definitivo |
| P        | Sonia Galazzo             | Clementina            | definitivo |
| S        | Chiara Groff              | Volley36              | definitivo |
| O        | Júlia Kavalenka           | Altino                | definitivo |
| S        | Dessaa Legros             | Īlysiakos             | definitivo |
| C        | Ludovica Martinez Volskis | Wealth Planet Perugia | definitivo |
| S        | Eugenia Ottino            | Capo d'Orso Palau     | definitivo |
| S        | Jessica Panucci           | Marsala               | definitivo |

| Cessioni | Cessioni             | Cessioni            | Cessioni   |
| R.       | Nome                 | a                   | Modalità   |
| -------- | -------------------- | ------------------- | ---------- |
| S        | Yeliz Askan          | Bodrumspor          | definitivo |
| P        | Marta Caimi          | Piadena             | definitivo |
| O        | Caterina Errichiello | OSGB Campagnola     | definitivo |
| P        | Chidera Eze          | Talmassons          | definitivo |
| S        | Giorgia Furlan       | Ostiano             | definitivo |
| S        | Lucrezia Lodi        | St. John's          | definitivo |
| S        | Rachele Nardelli     | Montecchio Maggiore | definitivo |
| L        | Maria Chiara Norgini | Marsala             | definitivo |
| C        | Martina Pegoraro     | Spakka              | definitivo |
| C        | Federica Piacentini  | Lecco Picco         | definitivo |
| S        | Jasmine Rossini      | Esperia             | definitivo |

## Risultati

### Serie A2

#### Girone di andata
| 1ª Giornata - 23 ottobre 2022 PalaFerroli, San Bonifacio                        | Montecchio Maggiore  | 3 - 0 | Vicenza    | 25-19, 25-16, 25-13               |
| 2ª Giornata - 30 ottobre 2022 Palasport Città di Vicenza, Vicenza               | Vicenza              | 3 - 1 | Talmassons | 22-25, 25-20, 25-14, 26-24        |
| 3ª Giornata - 6 novembre 2022 Palazzetto dello Sport, San Giovanni in Marignano | Adolfo Consolini     | 3 - 1 | Vicenza    | 23-25, 25-16, 25-17, 25-18        |
| 4ª Giornata - 9 novembre 2022 PalaIaquaniello, Sant'Elia Fiumerapido            | Assitec              | 2 - 3 | Vicenza    | 20-25, 25-18, 25-21, 13-25, 13-15 |
| 5ª Giornata - 13 novembre 2022 Palasport Città di Vicenza, Vicenza              | Vicenza              | 3 - 1 | Perugia    | 25-20, 19-25, 25-21, 25-13        |
| 6ª Giornata - 20 novembre 2022 Palasport Città di Vicenza, Vicenza              | Vicenza              | 3 - 2 | Sant'Anna  | 25-21, 25-13, 19-25, 23-25, 15-9  |
| 7ª Giornata - 23 novembre 2022 Palazzetto dello Sport, Martignacco              | Libertas Martignacco | 3 - 0 | Vicenza    | 25-11, 25-10, 25-16               |
| 9ª Giornata - 4 dicembre 2022 Palasport Città di Vicenza, Vicenza               | Vicenza              | 1 - 3 | Soverato   | 29-31, 14-25, 25-20, 20-25        |
| 10ª Giornata - 11 dicembre 2022 Palazzetto dello Sport, Guidonia Montecelio     | Roma Club            | 3 - 0 | Vicenza    | 25-19, 25-14, 25-13               |
| 11ª Giornata - 18 dicembre 2022 Palasport Città di Vicenza, Vicenza             | Vicenza              | 3 - 0 | Marsala    | 25-18, 25-19, 25-23               |

#### Girone di ritorno
| 12ª Giornata - 26 dicembre 2022 Palasport Città di Vicenza, Vicenza | Vicenza    | 0 - 3 | Montecchio Maggiore  | 13-25, 12-25, 18-25               |
| 13ª Giornata - 8 gennaio 2023 Palazzetto dello Sport, Latisana      | Talmassons | 3 - 1 | Vicenza              | 25-21, 24-26, 25-19, 25-22        |
| 14ª Giornata - 15 gennaio 2023 Palasport Città di Vicenza, Vicenza  | Vicenza    | 1 - 3 | Adolfo Consolini     | 26-24, 22-25, 19-25, 16-25        |
| 15ª Giornata - 18 gennaio 2023 Palasport Città di Vicenza, Vicenza  | Vicenza    | 3 - 1 | Assitec              | 25-21, 14-25, 25-18, 26-24        |
| 16ª Giornata - 22 gennaio 2023 PalaPellini, Perugia                 | Perugia    | 0 - 3 | Vicenza              | 20-25, 24-26, 18-25               |
| 17ª Giornata - 5 febbraio 2023 Palestra UniMe, Messina              | Sant'Anna  | 2 - 3 | Vicenza              | 21-25, 23-25, 27-25, 25-17, 17-19 |
| 18ª Giornata - 8 febbraio 2023 Palasport Città di Vicenza, Vicenza  | Vicenza    | 0 - 3 | Libertas Martignacco | 19-25, 20-25, 23-25               |
| 20ª Giornata - 19 febbraio 2023 PalaScoppa, Soverato                | Soverato   | 3 - 0 | Vicenza              | 25-15, 25-23, 25-20               |
| 21ª Giornata - 26 febbraio 2023 Palasport Città di Vicenza, Vicenza | Vicenza    | 0 - 3 | Roma Club            | 11-25, 18-25, 21-25               |
| 22ª Giornata - 5 marzo 2023 Palazzetto dello Sport, Marsala         | Marsala    | 3 - 1 | Vicenza              | 21-25, 25-21, 25-17, 27-25        |

#### Pool salvezza
| 1ª Giornata - 11 marzo 2023 Centro Pavesi, Milano                        | Club Italia | 3 - 0 | Vicenza     | 25-21, 28-26, 25-22               |
| 2ª Giornata - 18 marzo 2023 Palasport Città di Vicenza, Vicenza          | Vicenza     | 3 - 1 | Lecco Picco | 25-22, 25-23, 22-25, 26-24        |
| 3ª Giornata - 22 marzo 2023 Palasport Città di Vicenza, Vicenza          | Vicenza     | 2 - 3 | Montale     | 27-25, 25-15, 22-25, 20-25, 16-18 |
| 4ª Giornata - 26 marzo 2023 PalaCoim, Offanengo                          | Offanengo   | 3 - 0 | Vicenza     | 25-22, 25-23, 25-18               |
| 5ª Giornata - 2 aprile 2023 Palasport Città di Vicenza, Vicenza          | Vicenza     | 3 - 0 | Alba        | 25-18, 25-21, 25-17               |
| 6ª Giornata - 7 aprile 2023 PalaRadi, Cremona                            | Esperia     | 3 - 2 | Vicenza     | 25-13, 21-25, 10-25, 25-15, 15-13 |
| 7ª Giornata - 16 aprile 2023 Palasport Città di Vicenza, Vicenza         | Vicenza     | 0 - 3 | Club Italia | 14-25, 22-25, 22-25               |
| 8ª Giornata - 23 aprile 2023 PalaBione, Lecco                            | Lecco Picco | 3 - 1 | Vicenza     | 25-17, 25-15, 23-25, 25-17        |
| 9ª Giornata - 26 aprile 2023 Palestra Vezio Magagni, Castelnuovo Rangone | Montale     | 3 - 0 | Vicenza     | 31-29, 25-15, 27-25               |
| 10ª Giornata - 30 aprile 2023 Palasport Città di Vicenza, Vicenza        | Vicenza     | 2 - 3 | Offanengo   | 18-25, 25-15, 25-18, 19-25, 9-15  |
| 11ª Giornata - 7 maggio 2023 PalaFrancescucci, Casnate con Bernate       | Alba        | 0 - 3 | Vicenza     | 17-25, 22-25, 20-25               |
| 12ª Giornata - 14 maggio 2023 Palasport Città di Vicenza, Vicenza        | Vicenza     | 0 - 3 | Esperia     | 19-25, 19-25, 22-25               |

## Statistiche

### Statistiche di squadra
| Competizione | Punti | In casa | In casa | In casa | In trasferta | In trasferta | In trasferta | Totale | Totale | Totale |
| Competizione | Punti | G       | V       | P       | G            | V            | P            | G      | V      | P      |
| ------------ | ----- | ------- | ------- | ------- | ------------ | ------------ | ------------ | ------ | ------ | ------ |
| Serie A2     | 33    | 16      | 7       | 9       | 16           | 4            | 12           | 32     | 11     | 21     |
| Totale       | -     | 16      | 7       | 9       | 16           | 4            | 12           | 32     | 11     | 21     |

G = partite giocate; V = partite vinte; P = partite perse 

### Statistiche dei giocatori
| Giocatore           | Serie A2 | Serie A2 | Serie A2 | Serie A2 | Serie A2 | Totale | Totale | Totale | Totale | Totale |
| Giocatore           | P        | PT       | AV       | MV       | BV       | P      | PT     | AV     | MV     | BV     |
| ------------------- | -------- | -------- | -------- | -------- | -------- | ------ | ------ | ------ | ------ | ------ |
| L. Cheli            | 31       | 275      | 181      | 77       | 16       | 31     | 275    | 181    | 77     | 16     |
| L. Digonzelli       | 11       | 3        | 3        | 0        | 0        | 11     | 3      | 3      | 0      | 0      |
| A. Farina           | 30       | 260      | 197      | 50       | 14       | 30     | 260    | 197    | 50     | 14     |
| F. Ferraro          | 15       | 7        | 1        | 1        | 5        | 15     | 7      | 1      | 1      | 5      |
| S. Formaggio        | 28       | 0        | 0        | 0        | 0        | 28     | 0      | 0      | 0      | 0      |
| S. Galazzo          | 29       | 67       | 37       | 4        | 26       | 29     | 67     | 37     | 4      | 26     |
| C. Groff            | 22       | 1        | 1        | 0        | 0        | 22     | 1      | 1      | 0      | 0      |
| J. Kavalenka        | 31       | 540      | 479      | 41       | 19       | 31     | 540    | 479    | 41     | 19     |
| D. Legros           | 30       | 246      | 209      | 24       | 13       | 30     | 246    | 209    | 24     | 13     |
| L. Martinez Volskis | 8        | 4        | 3        | 1        | 0        | 8      | 4      | 3      | 1      | 0      |
| G. Munaron          | 20       | 2        | 1        | 0        | 1        | 20     | 2      | 1      | 0      | 1      |
| E. Ottino           | 28       | 62       | 45       | 3        | 15       | 28     | 62     | 45     | 3      | 15     |
| J. Panucci          | 29       | 215      | 173      | 29       | 13       | 29     | 215    | 173    | 29     | 13     |

P = presenze; PT = punti totali; AV = attacchi vincenti; MV = muri vincenti; BV = battute vincenti